# Arròs Albufera
L'arròs Albufera és una varietat d'arròs de característiques semblants a la de l'arròs bomba, creada pel Departament de l'Arròs de Sueca de l'IVIA en 2007. Actualment és una varietat d'arròs popular, ja que tot i ser semblant al bomba, esta varietat absorbix millor els sabors i manté millor la forma al gelar-se.